# Frente Sandinista de Liberación Nacional
El Frente Sandinista de Liberación Nacional (FSLN) es un partido político nicaragüense fundado en su origen como una organización política-militar de izquierda el 23 de julio de 1961 por Carlos Fonseca Amador, Santos López, Tomás Borge, Silvio Mayorga, Germán Pomares Ordóñez,  Rigoberto Cruz (Pablo Úbeda), Jorge Navarro y Francisco Buitrago entre otros.
Surgió dentro de la corriente de movimientos de liberación nacional de la década de 1960, se proclamó inspirada en el legado nacionalista y antiimperialista de Augusto César Sandino, del que tomó el nombre de «Sandinista» –sus miembros también son conocidos como sandinistas,– quien sostuvo una guerra de guerrillas contra la intervención estadounidense en Nicaragua entre 1927 y 1933.
Nacido originalmente como «Frente de Liberación Nacional», FLN –imitando al Frente de Liberación de Argelia que emergió de la guerra en esa nación africana –impulsado por la Revolución Cubana, aunque sus principales integrantes, excepto Santos López, se identificaron rápidamente con una línea ideológica marxista-leninista, corriente que se imponía en los movimientos de izquierda del mundo en aquel momento.
En 1979, tras una larga lucha, el FSLN logró el derrocamiento de la dictadura de Anastasio Somoza Debayle y la dinastía de la familia Somoza, que había gobernado el país durante décadas. Se estableció un gobierno, en el cual, los sandinistas gobernaron entre 1979 y 1990. Durante tal gobierno, se estableció una política de alfabetización masiva, enfoque en los servicios públicos, como la sanidad, y la igualdad de género. Desde 1981, el gobierno sandinista tuvo que hacer frente a la Contra –de contrarrevolucionarios,– milicia financiada y entrenada por la CIA de Estados Unidos con el fin de derrocar al FSLN. En 1983, se transformó en un partido político para participar en las primeras elecciones libres, celebradas en 1984 y verificadas por observadores internacionales, en las que el FSLN obtuvo mayoría absoluta –67% de votos.– Tras la reforma constitucional de 1987 y la lucha contra la Contra, que duró hasta 1989, los sandinistas perdieron las elecciones del 25 de febrero de 1990, pasando a ser oposición.
Tras dieciséis años en la oposición, el FSLN volvió a obtener la victoria en las elecciones del año 2006, resultado que se repetiría en las elecciones de 2011, 2016 y 2021.

## Historia
El FSLN lideró la lucha armada contra la dictadura de la familia Somoza en Nicaragua a partir de su fundación, pasando por varios períodos; desde muchas acciones armadas y políticas, hasta su casi desaparición a principios de los años 1970.
En 1974 inicia un proceso creciente de actividades armadas que tienen su punto máximo hacia mediados de 1978 y llevan al triunfo de la revolución en 1979. Esta lucha se denomina Revolución Nicaragüense o Revolución Popular Sandinista y permitió la entrada, y ascenso al poder, de los revolucionarios en Managua el 19 de julio de 1979; y el derrocamiento de la dictadura de Anastasio Somoza Debayle, hijo de Anastasio Somoza García quien es el origen de lo que se denominó la "Dinastía Somoza", en el poder en Nicaragua desde el asesinato de Augusto C. Sandino en 1934.

### Antecedentes

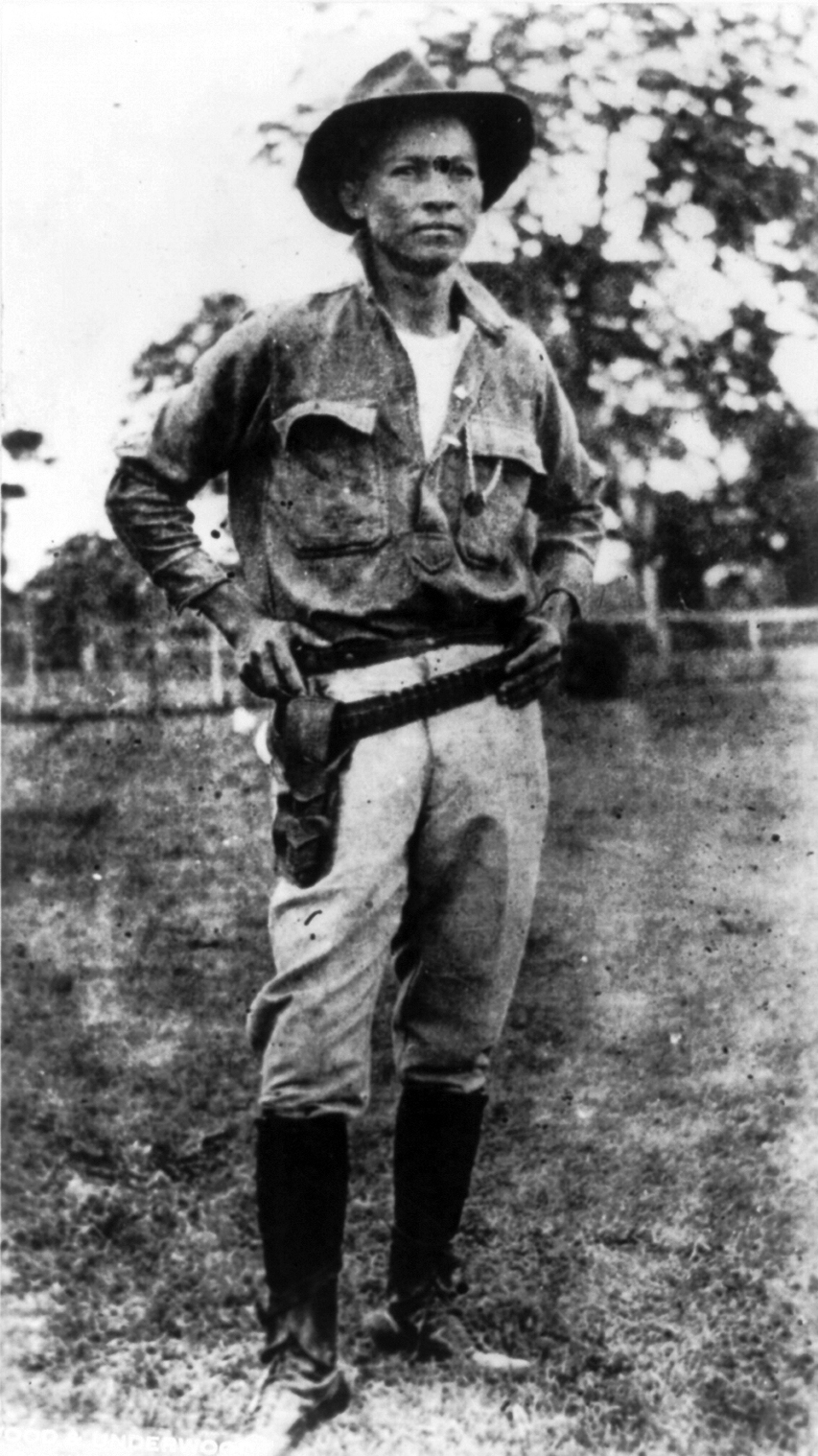
Augusto Nicolás Calderón Sandino.

La segunda intervención de Estados Unidos en Nicaragua termina en 1933 cuando gana las elecciones el Partido Liberal encabezado por Juan Bautista Sacasa. El 1 de enero de 1933 ya no había ningún soldado estadounidense en suelo nicaragüense, pero en 1930 los Estados Unidos habían formado un cuerpo propio de seguridad, la Guarda Nacional a cuyo frente quedó, a la salida de los soldados de Estados Unidos, Anastasio Somoza García persona que gozaba de la confianza de los Estados Unidos. El 21 de febrero de 1934 Somoza, utilizando a la Guardia Nacional, asesina a Sandino quien había opuesto y luchado contra la intervención estadounidense. Este fue el primer acto de una serie que llevaron a que Somoza, con apoyo de Estados Unidos, se eligiera presidente de Nicaragua en 1936. Con ello se marcó el comienzo e instauración de una dictadura familiar de la familia Somoza que contó con el apoyo de Estados Unidos cuyos interese defendía.
A comienzos de la década de los años 1960 del siglo XX, los ideales de izquierda, y las luchas de independencia de diferentes territorios colonizados, estaban en pleno auge y dando resultados. El 1 de enero de 1959 entraban en La Habana las tropas que luchaban contra la dictadura de Batista en Cuba y en Argelia se formaba el Frente de Liberación Nacional de Argelia para luchar por la independencia de Francia. En Nicaragua los diferentes movimientos opuestos a la dinastía somocista iban a dar como resultado la constitución del Frente de Liberación Nacional de Nicaragua, que sería el embrión de lo que vino a denominarse, posteriormente, Frente Sandinista de Liberación Nacional.
La situación económica de Nicaragua, a mediados del siglo XX, se ve deteriorada al caer los precios de productos agrícolas exportables como lo eran el algodón y el café. Políticamente el Partido Conservador de Nicaragua sufre una escisión y una de las facciones, los que fueron llamados popularmente "los zancudos", pasa a colaborar con el régimen somocista.
Anastasio Somoza García es asesinado por el poeta nicaragüense Rigoberto López Pérez en 1956 y vinculan, con esta acción, a Carlos Fonseca y Tomás Borge. En octubre de 1958 Ramón Raudales inicia una serie de acciones guerrilleras que constituyen el inicio de la lucha armada contra la dictadura somocista.
En junio de 1959 se producen los hechos conocidos como "El Chaparral", un lugar del territorio hondureño, fronterizo con Nicaragua, en donde la columna guerrillera "Rigoberto López Pérez" al mando del Rafael Somarriba (en la que estaba integrado Carlos Fonseca) fue detectada y aniquilada por el Ejército de Honduras en coordinación con los servicios de inteligencia de la Guardia Nacional de Nicaragua.
Después de "El Chaparral" se dieron varias acciones armadas más, en agosto moría el periodista Manuel Díaz y Sotelo, en septiembre Carlos "Chale" Haslam; en diciembre Heriberto Reyes (Coronel del Ejército Defensor de la Soberanía Nacional), al año siguiente se producen los hechos de "El Dorado" (28 de febrero de 1960) y se mantienen una serie de acciones donde resultan muertos, entre otros, Luis Morales, Julio Alonso Leclair (jefe de la Columna 15 de septiembre), Manuel Baldizón y Erasmo Montoya.
La oposición convencional, hasta entonces liderada por el Partido Comunista de Nicaragua, no había sido capaz de formar un frente común contra la dictadura. La oposición a la dictadura se fue estableciendo en torno a diversas organizaciones clandestinas estudiantiles. Entre sus líderes destacaba, ya a comienzo de la década de los años 1960, Carlos Fonseca Amador.

#### Comité Revolucionario Nicaragüense
En 1957 Carlos Fonseca Amador, Silvio Mayorga, Tomás Borge, Oswaldo Madriz y Heriberto Carrillo forman la primera célula que se identifica con los principios proletarios. En octubre se forma en México el Comité Revolucionario Nicaragüense que preside Edén Pastora

#### Juventud Democrática Nicaragüense
En marzo de 1959, se crea Juventud Democrática Nicaragüense (JDN), en su constitución participan, entre otros, Carlos Fonseca y Silvio Mayorga. Esta organización tenía la finalidad de llegar a la juventud no estudiantil urbana. A finales de ese mismo año desaparece para dar paso a la Juventud Revolucionaria Nicaragüense (JRN), grupo que mantuvo una actividad internacional elevada. El 21 de febrero de 1960 participa en una conferencia de exiliados nicaragüenses en Maracaibo (Venezuela) organizada por el Frente Unitario Nicaragüense (FUN) (coalición de diversas fuerzas opositoras a Somoza). Asistieron a esa conferencia Fonseca, en calidad de delegado de la Universidad Nacional Autónoma de Nicaragua (UNAN) y Silvio Mayorga, en calidad de representante de las JRN, en donde firmaron el manifiesto "Intervención sangrienta: Nicaragua y su pueblo" y su "Programa mínimo" a la vez que conocieron a otros compañeros con los que, posteriormente, formarían el FSLN. Poco después se organiza el Frente Interno de la Resistencia que según el propio Fonseca es: "El primer auxiliar del Ejército Defensor del Pueblo Nicaragüense".
La JRN tenía una muy escasa presencia dentro de Nicaragua (estaba más activa en los centros del exilio nicaragüense de Costa Rica, México o Cuba) pero estableció contacto con la Juventud Patriótica Nicaragüense (JPN), vinculada al Partido Conservador y fundada el 12 de enero de 1960 y en la que participaban, entre otros, José Benito Escobar, Germán Pomares, Salvador Buitrago, Roger Vásquez, Julio Buitrago, Daniel Ortega, Fernando Gordillo, Manolo Morales, Jorge Navarro, Orlando Quiñónez, Ignacio Briones, German Vogl y Joaquín Solís Piura, al calor de los acontecimientos de la Revolución Cubana y su influencia en Latinoamérica. La JPN se definía como: "un grupo de jóvenes comprometidos con la democracia y la justicia social sin seguir el estandarte de ningún partido". En sus filas militaban Julio Buitrago y José Benito Escobar que llegarían a ser líderes importantes en el FSLN.
En el año 1960 la JPN realiza una serie de movilizaciones en diferentes ciudades de Nicaragua, Managua, Matagalpa y Carazo. Estas protestas son debidas a la represión de estudiantes que se habían saldado con la muerte de varios de ellos y como apoyo al nuevo gobierno cubano que encontraba dificultades con el gobierno somocista. La JPN jugó un importante papel en la movilización contra la dictadura. Su línea de actuación estaba al margen de los partidos opositores, como el Partido Socialista de Nicaragua o el Partido Comunista y muy lejos de la oposición conservadora. Fonseca promueve el ingreso a la JPN de Marcos Altamirano, que conocía de actividades anteriores. Altamirano pronto llega a secretario general de la organización.

#### Frente Revolucionario Sandino
Edén Pastora junto a cinco nicaragüenses más se integra en el movimiento guerrillero "Frente Revolucionario Sandino" en Las Segovias.

#### Movimiento Nueva Nicaragua
A comienzos de 1961 se funda el Movimiento Nueva Nicaragua (MNN) en el que participan personas provenientes del mundo de la educación, como Carlos Fonseca, Silvio Mayorga, Tomás Borge, Gordillo, Navarro y Francisco Buitrago; personas provenientes de entornos obreros como José Benito Escobar; del campo, como Germán Pomares e incluso pequeños empresarios como Julio Jerez Suárez. También participaba en el MNN, Santos López, guerrillero, que había luchado con Augusto César Sandino.
El Movimiento Nueva Nicaragua estableció su base en tres ciudades del país, Managua, León y Estelí, aunque su cuartel general se encontraba en Honduras. Su primera actividad pública se realizó el marzo de 1961, en apoyo de la revolución Cubana y en protesta de la posición que el gobierno de Nicaragua mantenía con Cuba, totalmente plegada a los intereses de Estados Unidos. El MNN se disuelve para dar paso al Frente de Liberación Nacional.

### Nacimiento del FSLN

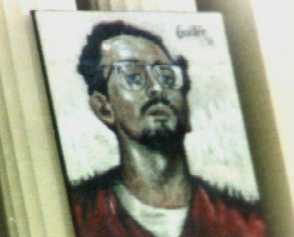
Carlos Fonseca, fundador del FSLN.

El Movimiento Nueva Nicaragua pronto se disuelve y sus miembros forman el Frente de Liberación Nacional, FSLN. Que toma el nombre de la organización independentista argelina: Frente de Liberación Nacional de Argelia, que lideraba la lucha por la independencia de Argelia de Francia.
La formación no surge mediante un congreso o una asamblea cuya preparación hubiera requerido un proceso teórico previo, sino de la propia acción. El propio Carlos Fonseca lo exponía de la siguiente forma: 

El Frente no nació de una asamblea o de un congreso, ni lanzó una proclama anunciando su creación. Ni tampoco presentó un programa. En el Frente primero fue la acción y sobre la base de sus primeras experiencias fue formulando y reformulando, porque siempre ha tenido un gran sentido autocrítico, su programa, su estrategia y su táctica. El FSLN es un producto genuino de la historia popular de Nicaragua.

El FSLN necesitó para su formación de un periodo largo de preparación. Se realizaron diferentes intentos y se discutió mucho. Aún en 1963, todavía bajo la denominación de FLN, se observa una falta de coherencia interna amplia con ideas políticas heterogéneas (se puede ver en la publicación clandestina del periódico Trinchera). El agrupamiento de los primeros años se realizó en torno a unas ideas básicas compartidas por todas las fuerzas que se iban integrando. El reflejo de la Revolución cubana, la ineficacia de la oposición convencional al régimen somocista y la necesidad de mantenerse independiente de ella (de los partidos conservador, liberal y comunista), la necesidad de un movimiento revolucionario que utilizaría la lucha armada como oposición a la dictadura somocista y, después de alguna discusión, la identificación con la lucha de Sandino. Hasta 1969 no se realizó la publicación de ningún documento programático.
Se ha mantenido que el Frente Sandinista de Liberación Nacional fue fundado en una reunión en Tegucigalpa (Honduras) entre Carlos Fonseca, Tomás Borge y Silvio Mayorga. Incluso se ha llegado a decir que dicha reunión se realizó un 19 de julio de 1961. En realidad no existe referente documental alguno que avale dicha afirmación teniéndose las primeras noticias sobre ello después del triunfo revolucionario de 1979. El histórico militante sandinista Rodolfo Romero afirmaba en una entrevista realizada en 1994 que 

Nunca hubo una reunión formal para fundar el Frente ../.. Frente Sandinista nunca tuvo ningún aniversario oficial; nunca hubo ningún congreso, ninguna convención, ninguna asamblea de fundación. No hubo nada. Jamás. El FSLN fue creado en el calor del combate. Del mismo modo se expresa Víctor Tirado López, de origen mexicano y uno de los Miembros Históricos de la Dirección Nacional del FSLN.

### La calificación de "Sandinista"
Aunque poco después de la creación del Frente de Liberación Nacional, en junio de 1961, Carlos Fonseca propuso que se denominara "sandinista"; esta no sería aceptada ni utilizada hasta 1963. Carlos Fonseca ya había expresado su "sandinismo" en 1960 cuando llamaba a su generación: "Los Hijos de Sandino", y denominaba al ejército de liberación que proyectaba: "Ejército Defensor de la Soberanía Nacional", en clara referencia a Sandino. En su ensayo: "Nicaragua, tierra amarga" alababa el heroísmo de Sandino y citaba varias de sus máximas.
Por otro lado Noel Guerrero Santiago, un abogado de León que había estado exiliado en México, afiliado al Partido Comunista de México y al Partido Socialista de Nicaragua, que mantenía una amplia base marxista, rechazaba la identificación con Sandino ya que no apreciaba que se hubiera interesado por la propiedad de los medios de producción y de la tierra, preocupándose solamente de la ocupación extranjera. También señalaba como contraproducente la exaltación que hacían de su figura los ideólogos de los partidos burgueses. Guerrero mantuvo ciertas diferencias con Fonseca sobre diversas cuestiones. Acabó abandonando el FSLN en 1963 y exiliándose en México.
La adopción del calificativo de "sandinista" se debió a la realización de tres procesos entre los años 1961 y 1962; el estudio de la vida e ideas de Sandino, la necesidad de un proceso revolucionario que fuera genuinamente nicaragüense y la irrupción de Fonseca como indiscutible dirigente central del movimiento. En 23 de julio de 1962 se adopta el apelativo de "sandinista". Los primeros comunicados firmados como Frente Sandinista de Liberación Nacional aparecen en los meses de septiembre y octubre de 1963, en noviembre, en una entrevista a Fonseca publicada en la revista mexicana Siempre, sale por primera vez publicado el nombre de Frente Sandinista de Liberación Nacional.

### La influencia cubana

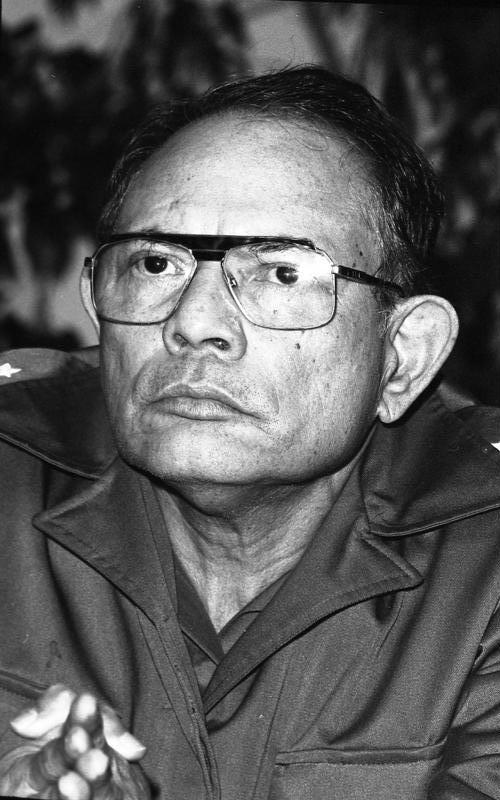
Tomás Borge.

La Revolución Cubana fue una de las referencias fundamentales del FSLN desde, incluso, antes de su nacimiento. La formación del Frente no coincidió con los hechos de Sierra Maestra sino con los cambios revolucionarios de los años 1960 y 1961 que culminan con la declaración de Fidel Castro declarando socialista a la revolución. De la Revolución Cubana los militantes del FSLN adquieren fundamentos ideológicos de marxistas. El propio Fonseca declara que: 

tenía importancia para los revolucionarios nicas porque daba idea que era la identificación con los explotados, la mejor garantía de sostener una lucha victoriosa contra la reacción y contra el imperialismo.

En 1968 Julio Buitrago responsable de la clandestinidad urbana, decía que "él estaba peleando por alcanzar para los obreros y campesinos nicaragüenses los derechos que había visto con sus propios ojos en la Cuba socialista".

### La estrategia de la lucha en la montaña
Inspirados en la lucha de Fidel Castro y el Che Guevara en las montañas de Cuba, la visión de la guerrilla con el apoyo del campesinado le hacían subestimar la movilización urbana y sobrestimar el componente de la lucha armada rural. El planteamiento que tiene el FSLN en 1962 es el de un alzamiento con un campamento base en la montaña, una guerrilla rural apoyada por el campesinado que sería el detonante de una insurrección general que derrotaría a la dictadura sin importar el apoyo de los Estados Unidos.
El "foquismo", como se le denominaba a esta concepción de la lucha, dio los frutos que se esperaban. Aunque se corrigió posteriormente, llegó a causar tensiones incluso después del triunfo de la revolución. El FSLN no logró mimetizar los logros de los guerrilleros cubanos. Tras varias derrotas como las de Río Coco, Río Bocay y Pancasán que casi hacían desaparecer la organización, el ritmo de bajas era mayor al de nuevas incorporaciones y en 17 años no se logró controlar totalmente ningún área del país.
En 1963 los dirigentes del FSLN estaban convencidos de poder emular la guerrilla cubana aun cuando la mayoría de ellos no tenían experiencia militar previa. Aunque tuvieron el apoyo de antiguos combatientes de Sandino y del gobierno cubano que accedió a que algunos sandinistas se entrenaran en Cuba y participaran, junto al Ejército Rebelde en diversas acciones militares contra la contrarrevolución, incluso en la defensa de La Habana durante la invasión de bahía de Cochinos.
En 1962 Carlos Fonseca y Santos López recorrieron la montaña de Nicaragua buscando un lugar idóneo para comenzar las operaciones. Seleccionaron un sitio al noroeste de Matagalpa cerca de la confluencia del río Coco y el Bocay. Una de las razones que les hicieron decidirse por esta ubicación fue las condiciones de miseria que vivían los campesinos allí, pensando que iba a ser un factor de apoyo a la guerrilla. Tiempo después Carlos Fonseca reconocía que fue un error por el aislamiento del lugar y el atraso de la población, muy elevado.

### La guerrilla

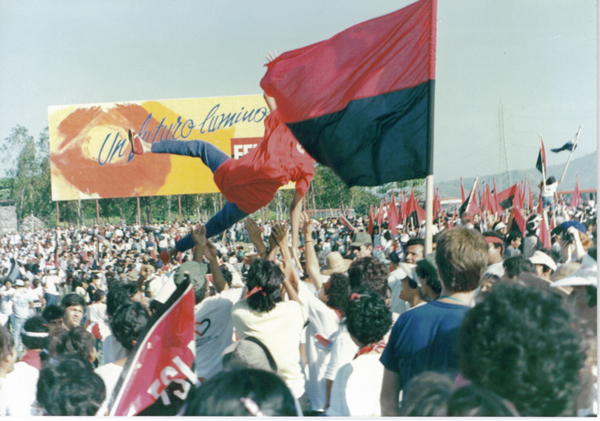
Celebración del décimo aniversario del triunfo de la Revolución.

Durante 1962 se prepara la acción guerrillera. Se compran armas, se seleccionan y forman cuadros y se preparan planes de combate. Una parte importante se realiza en Honduras. Se introduce el material bélico y los varias decenas de combatientes desde Honduras. La zona elegida fueron las áreas fronterizas con Honduras denominadas Raití y Bocay.
La operación de introducción de las fuerzas en la zona de guerra designada fue dificultosa y en ellas se perdió un hombre y parte del material. Las milicias llegaron a contar con tres columnas que sumaban un total de 63 hombres. Solo la mitad de ellos contaban con arma de fuego y una buena parte de estas eran rifles de caza.
Carlos Fonseca se daba cuenta de que había ciertos problemas en la organización de la guerrilla, en especial un optimismo exagerado que no ayudaba en nada al avance real de la lucha. A la vez mantuvo con Noel Guerrero Santiago ciertas discusiones que le mantuvieron ocupado llegando, incluso, a no dejarle participar directamente en las acciones militares de Río Coco y Bocay como él había planeado.
No se había preparado políticamente el área de actuación ya que las operaciones de la MNN y del propio FSLN fueron muy escasas al dar prioridad a los preparativos militares. El FSLN era un desconocido para la sociedad nicaragüense a comienzos de 1963. La población del área de establecimiento elegida, con alto grado de desconocimiento del español (hablaban sumo y misquito) y un desconocimiento político total, desconocía totalmente al FSLN y no llegaron nunca a entender lo que era. Fonseca también reconoció que "fue un enorme obstáculo el no poseer prácticamente ningún contacto, por aislado que fuese, con campesinos de las zonas montañosas; considerando el importantísimo papel que justamente se le ha dado a la montaña.
La experiencia no pudo avanzar. Como exponía Borge en una entrevista en 1979: 

la guerrilla no pudo prosperar. La verdad, porque la guerrilla era muy atrasada. No había conocimiento del terreno, no habían líneas logísticas de abastecimiento, no existían las condiciones para que una guerrilla pudiera prosperar

En esta situación y con un mando rotativo semanal que resultó ser desastroso. La operación fue abandonada cuando un grupo fue prácticamente aniquilado en una emboscada de la Guardia Nacional. La retirada hacia Honduras duró más de un mes. Cayeron en esa acción, entre otros, Francisco Buitrago, Jorge Navarro, Iván Sánchez, Modesto Duarte y Faustino Ruiz. No hubo prácticamente reacción en la ciudadanía, a excepción de los estudiantes que pertenecían a la propia organización.

### Popularización del FSLN

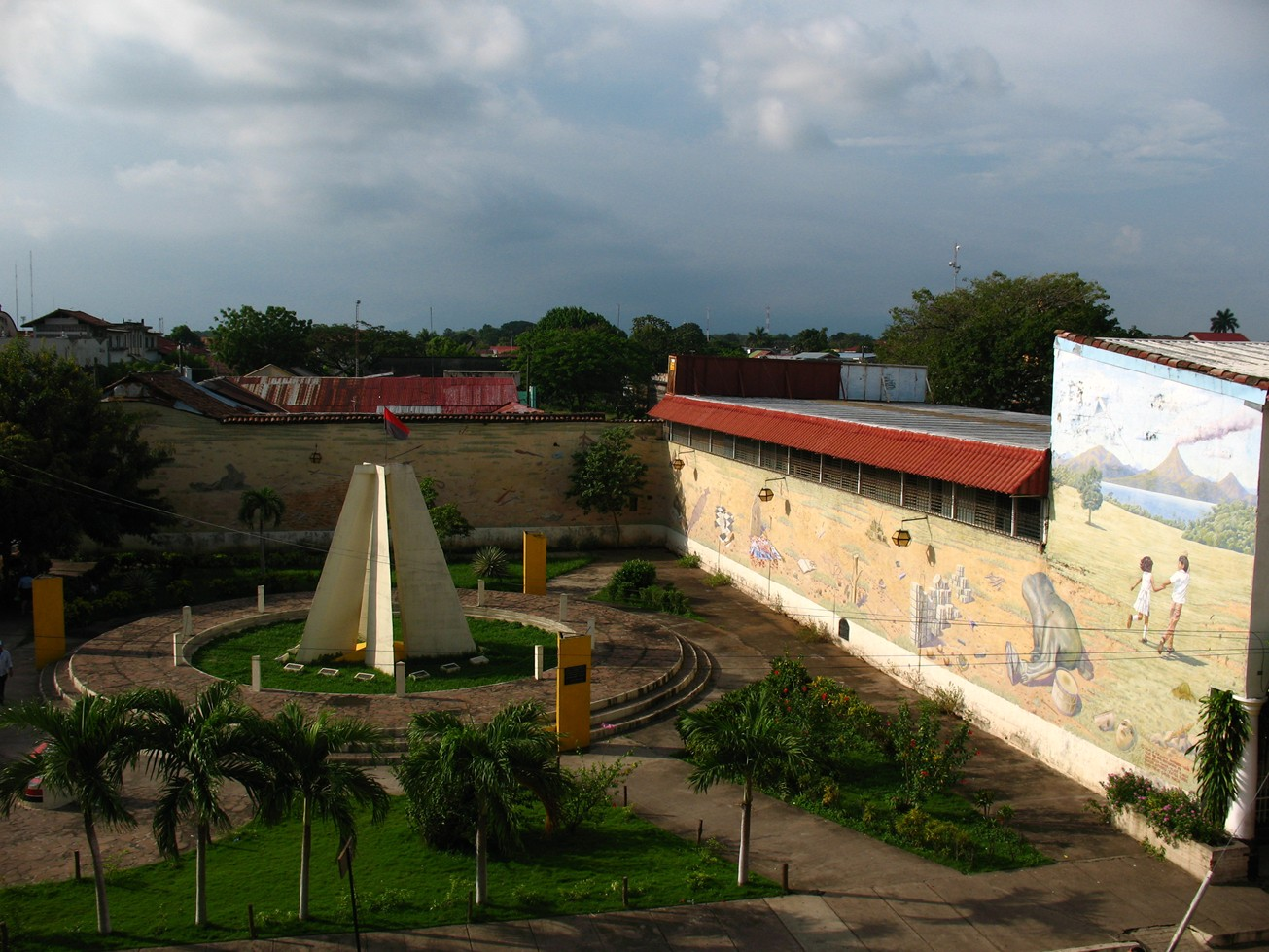
Mausoleo de los héroes y mártires en León.

Después de la derrota de 1963 se comienza el trabajo de la preparación política del campesinado. Fue Rigoberto Cruz (Pablo Úbeda), que se había quedado en la montaña después de la derrota de Bocay, quien tomó la iniciativa de desarrollar cierta preparación política entre los campesinos.
Fonseca retrasó su regreso a Nicaragua al quedarse estudiando las luchas revolucionarias que se habían producido hasta el momento en el mundo y analizando lo ocurrido en su patria. Fonseca volvió a Nicaragua en mayo de 1964 y es detenido en Managua el 26 de junio junto a Víctor Tirado López y encarcelado, esa era la octava y última vez que los detenían.
Fonseca no fue asesinado, como solía pasar con otros detenidos, por la relevancia política de su figura. En 1963 había sido elegido presidente de Nicaragua René Schick Gutiérrez que era un hombre de paja de Anastasio Somoza pero suavizó el trato a los opositores políticos. Fue juzgado el 9 de julio y condenado a seis meses de cárcel. El movimiento estudiantil organizó un gran número de protestas y Fonseca realizó un alegato en el que expuso el proyecto del FSLN y el porqué del mismo. Este alegato se publicó íntegramente en el periódico La Prensa. Estos hechos, junto con un redoble en el esfuerzo de publicitar los objetivos de programas del FSLN dieron como resultado que la ciudadanía nicaragüense fuera conociendo al FSLN.
El periódico La Prensa, propiedad de la familia Chamorro (importante familia nicaragüense que ha mantenido en puestos relevantes del gobierno desde el siglo XIX), publicaba todo lo referente a los juicios contra los militantes del FSLN. Junto a las noticias sociales de la alta sociedad nicaragüense llegaba a la ciudadanía la información sobre las actividades sandinistas. Aunque desaprobaba sus métodos de acción, trataba con el mismo lenguaje que el gobierno a sus militantes y a su organización y el periódico se convirtió en un altavoz de las proclamas del FSLN.
Carlos Fonseca fue juzgado el 9 de julio y para entonces ya había preparado el llamado Manifiesto de la prisión titulado Desde la cárcel yo acuso a la dictadura (con contenido y estilo similar al que había realizado Fidel Castro en su juicio por el Asalto al Cuartel Moncada conocido como La historia me absolverá). En este manifiesto Fonseca definía al Frente Sandinista como el partido de la nueva generación y destacaba su actitud luchadora en contraposición y en crítica de los partidos de "la vieja generación" que perdían el tiempo en charlas los sábados y domingos. Este manifiesto no tuvo una respuesta entusiasta por las fuerzas políticas e incluso en algunos sectores del sandinismo se le hizo hueco llegando, incluso, a ser criticado por algunas fuerzas revolucionarias internacionales.
En septiembre, Carlos Fonseca hizo público un nuevo escrito titulado Esta es la verdad. En este escrito defendía al FSLN de las acusaciones que el gobierno les realizaba. Acusaciones que iban desde planes para incendiar el periódico La Prensa hasta la de querer asesinar a miembros de otras fuerzas políticas, incluida el PCN. Durante su estancia en prisión se casa con María Haydeé Terán. Luego es deportado a Guatemala y de allí a México en donde se reencuentra con María realizando la ceremonia religiosa de la boda el 3 de abril de 1964. Permanecen fuera de Nicaragua un año, hasta diciembre de 1965. En ese tiempo Fonseca discute con los otros miembros del FSLN el cambio de estrategia del Frente.
Entre 1963 y 1967 se realiza una política más tendente a la conciliación y al trabajo junto a la izquierda tradicional que no obtiene resultados. Se aprovecha esos años para, por otro lado, realizar importantes experiencias en el seno de las masas populares y ligazón con el campesinado pobre. Estas experiencias llevarían al intento de establecerse de nuevo en la montaña, esta vez en la zona de Pancasán y Fila Grande, en el departamento de Matagalpa.
La fundación del Frente Estudiantil Revolucionario, FER, organización que situó sus acciones en el marco legal (aunque fue duramente reprimida) y que se constituyó en la punta de lanza para organizar a los estudiantes y a los pobladores urbanos, dio como resultado que las escuelas de secundaria y las universidades dieran un importante aporte de militantes al FSLN.

### Pancasán
En 1967 todavía la estrategia de lucha que se mantenía era el foquismo. En enero de ese año se destacan el grueso de la militancia a la montaña. La coyuntura social era muy diferente ya que el FSLN empezaba a ser conocido por la ciudadanía nicaragüense. En el campo la labor de infraestructura y concienciación del campesinado emprendida por Rigoberto Cruz, conocido como "Pablo Úbeda" y los sindicalistas como Bernardino Díaz Ochoa y su mujer Benigna Mendiola proporcionaban al FSLN una infraestructura logística y apoyo popular de la que carecieron en Raiti y río Cocos. En el entorno urbano las actividades del Frente habían conseguido saltar del mundo estudiantil y educacional al laboral lo que diversificaba y aumentaba la fuente de militantes del FSLN. Aun así la fuerza de la Guardia Nacional era muy superior a la que mantenía el Frente.
El escenario de actividades bélicas se centró en la montaña del departamento de Matagalpa en la zona del cerro Pancasán y Fila Grande. El 27 de agosto de 1967 se produjo el hecho conocido como Gesta de Pancasán en donde una columna guerrillera, comandada por Silvio Mayorga fue aniquilada en una emboscada de la Guardia Nacional (G.N.). Esta derrota militar de la guerrilla se convirtió en un punto de inflexión en la lucha contra la dictadura y en una victoria política al tomar conciencia la ciudadanía nicaragüense que la única posibilidad real de acabar con la dictadura de la familia Somoza era mediante la lucha armada e identificar a la oposición antisomocista con el Frente Sandinista.
La llamada "Gesta de Pancasán", tuvo su origen en la pérdida de unos cartuchos de munición de un joven guerrillero que andaba poniendo buzones. Estas balas fueron halladas por unos "Jueces de Mesta" (autoridad rural de Nicaragua) que ponen el hecho en conocimiento de la Guardia Nacional que sin más conocimiento se lanza a la búsqueda de los guerrilleros. Enterado Carlos Fonseca intenta poner en conocimiento de este hecho a Silvio Mayorga pero antes de llegar a comunicárselo la Guardia Nacional detecta la columna de Mayorga y el 27 de agosto de 1967 le tiende una emboscada.
Esta emboscada se produjo en las cercanías de la Hacienda Washington en las montañas de Pancasán en el departamento de Matagalpa. En esta acción fue prácticamente aniquilada la columna guerrillera. En ella murieron, entre otros, el propio Mayorga, Rigoberto Cruz, Carlos Reyna, Carlos Tinoco, Otto Cascos y Francisco Moreno. Óscar Danilo Rosales fue capturado y torturado hasta morir.

### Lucha desigual
La identificación de la oposición a la dictadura somocista con el FSLN fue imponiéndose en todos los sectores de la sociedad nicaragüense. La brutal diferencia de fuerzas y la desmesurada respuesta que la Guardia Nacional daba a los ataques sandinistas fueron calando en los ciudadanos que admiraban los comportamientos heroicos de los jóvenes combatientes.
El 15 de julio de 1969 la Guardia Nacional ataca la casa "Las Termópilas" (llamada así por la voz del pueblo) situada en el barrio Las Delicias del Volga en Managua. La Guardia Nacional había recibido información de que en esa casa se encontraba una célula guerrillera. El ataque se realiza con todos los medios disponibles, participan más de 300 efectivos. En el interior de la casa se encontraban Doris Tijerino Haslam, Gloria Campos, la hija de esta Martha Lorente, Mirna Mendoza y Julio Buitrago, jefe de la resistencia urbana del FSLN y miembro de su Dirección Nacional. Julio Buitrago ordenó a sus compañeros que abandonaran la casa y se refugió en la primera planta, durante más de 3 horas resistió los ataques de la Guardia Nacional que llegó a bombardear la vivienda. En la huida cayeron prisioneras Gloria Campos y su hija.
La operación fue retransmitida por el Canal 6 de televisión -propiedad de Somoza- con el propósito de desprestigiar al FSLN. Una vez que ya no hubo respuesta desde la casa, la G.N. encontró que el combate había sido sostenido por un solo hombre. La actitud de Buitrago fue entendida como el sacrificio heroico por la libertad.

La misma tarde, la GN atacó otra casa de seguridad del FSLN en el barrio Santo Domingo, cuyo ataque duró hasta las 10 de la noche. Ahí murieron los guerrilleros Marco Antonio Rivera, Aníbal Castrillo y Alesio Blandón.Ese año se hace público el programa de 14 puntos entre los que destacan:
- La Revolución Agraria
- Legislación Laboral y Seguridad

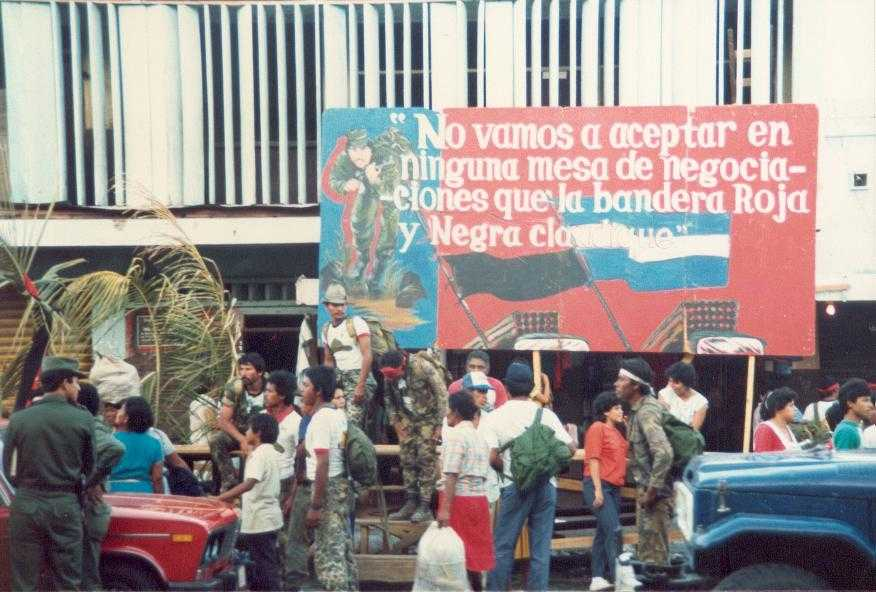
Cartel en una calle de León, Nicaragua en marzo de 1988.

- Gobierno Revolucionario y Honestidad Administrativa
- Reincorporación de la Costa Atlántica
- Emancipación de la mujer y respeto a las creencias religiosas
- Política exterior independiente y solidaridad internacional
- Ejército Patriótico Popular y eliminación de la Guardia Nacional
- Unidad Centroamericana[19]

### Acumulación de fuerzas en silencio
En 1970, en una coyuntura represiva muy intensa, algunas escaramuzas bélicas en la zona de Zinica (Matagalpa) y acciones urbanas, el FSLN lanza la consigna de acumulación de fuerzas en silencio reduciendo al mínimo las acciones bélicas y pasando a un trabajo de preparación de cuadros y militantes así como el fortalecimiento de la organización en todos los ámbitos, tanto políticos y sindicales como militares. El periodo de acumulación de fuerzas duró cuatro años.
El 15 de enero de 1970 tiene lugar en Managua un combate desigual en donde mueren, entre otros Leonel Rugama, poeta y exseminarista católico, junto con Róger Núñez Dávila y Mauricio Hernández Baldizón. Acciones como esta fueron ganando el apoyo popular en el que el FSLN pudo establecer su lucha.
Durante este periodo no se reivindicó ninguna acción política ni militar dedicando todos los recursos a la formación y fortalecimiento de la organización para prepararla para emprender una lucha sostenida hasta el fin de la dictadura.
Se prepararon planes de organizativos de los diferentes sectores, estudiantil, obrero, campesino, urbano. Se acumularon recursos de todo tipo, financieros, armamentísticos, materiales, se hizo hincapié en la formación de cuadros tanto en la vertiente política como militar incluso con estancias en el extranjero, principalmente en Cuba y con la guerrilla palestina de Fatah.
Especialmente desde 1971 se desarrolló un gran trabajo de preparación entre las masas populares, que rebasando las escuelas llegó a los barrios, comunidades campesinas y fábricas.
Aun cuando no hubo muchos enfrentamientos y no se dieron muchas bajas, cayeron algunos militantes sandinistas, como Óscar Turcios y Ricardo Morales (miembros de la Dirección Nacional).
El periodo de "acumulación de fuerzas en silencio" duró hasta el 27 de diciembre de 1974 en el que se produce el asalto a la casa de Chema Castillo por parte de un grupo guerrillero dirigido por Eduardo Contreras y Germán Pomares. Este fue el inicio de una ofensiva interrumpida y creciente que culminó con la entrada a Managua el 26 de julio de 1979.

### Fin del silencio y comienzo de la ofensiva
La noche del 27 de diciembre de 1974 un grupo de guerrilleros asalta la vivienda de José María Castillo, importante personaje del círculo de gobierno de la dictadura de los Somoza, situada en el barrio de Los Robles de Managua. El grupo de guerrilleros sandinistas estaba dirigido por Eduardo Contreras y Germán Pomares. El asalto irrumpe en una fiesta homenaje que se le brindaba al embajador de los EE. UU. en Nicaragua Turner B. Shelton.
En la acción se dejó libre a los diplomáticos extranjeros y se mantuvieron como rehenes a las personalidades nicaragüenses, todos ellas ligadas con las altas esferas del poder. El ataque se realizó por 13 guerrilleros (10 hombres y 3 mujeres) organizados en 3 escuadras y fue planificada con mucha antelación. Los participantes no se conocían entre sí previamente, Tras varias observaciones se elige el día de la fiesta al embajador de EE. UU. y a las 22:50 comienza el asalto a la casa.
Los objetivos de esta acción eran, la liberación de 18 sandinistas encarcelados, dar un golpe demoledor a la dictadura y buscar el eco internacional para mostrar la situación del país y la obtención de un rescate. Se negoció la salida de los asaltantes del país.
Esta acción pone fin al silencio que por cuatro años había guardado el Frente Sandinista de Liberación Nacional y es el comienzo de una ofensiva que no se detendría hasta el derrocamiento de la dictadura.
Poco después, el 6 de enero de 1975 se realiza el ataque al cuartel y campamento antiguerrillero de Waslala por una escuadra de la Brigada "Pablo Úbeda" (BPU) al mando de Carlos Agüero Echeverría, Comandante "Rodrigo", miembro de la Dirección Nacional del FSLN, que da paso al inicio de acciones armadas a todo lo ancho y largo del país.

### La división, los tres FSLN
Los siguientes años se intensifican las acciones guerrilleras en la montaña y en el campo alrededor de núcleos urbanos en el norte y centro del país. La respuesta del régimen somocista fue el aumento de la represión decretando el estado de sitio y encarcelamiento de todo aquel del que se pudiera tener sospechas de su conexión con la guerrilla. El trabajo realizado en el periodo anterior dio sus frutos y el FSLN se vio reforzado por la entrada de muchos nuevos militantes.
Una serie de divergencias de orden político –pero nunca en lo ideológico– en torno a la definición del carácter de la lucha para derrocar a la dictadura somocista conducen a la división interna del FSLN durante el periodo 1975-1978.
Desde su fundación el FSLN ha pasado por distintas ideologías, desde el marxismo-leninismo hasta la socialdemocracia, por ejemplo. La división del FSLN se debió principalmente a la radicalización de las distintos criterios de orden táctico y organizativo. Surgieron así tres estructuras orgánicas dentro la organización que funcionaban por separado, cada cual tenía su dirección y sus formas de trabajo, todas usando el mismo nombre pero con apelativos diferentes: FSLN Proletario, FSLN Guerra Popular Prolongada (GPP) y FSLN Insurreccional.
- "FSLN GPP" o "Guerra Popular Prolongada": De inspiración guevarista (quien creía en el foquismo como método revolucionario) fue considerado sectario por los otros bloques del FSLN. Su acción estaba principalmente en el campo y montaña, en la zona noreste de Nicaragua, donde la aceptación por los campesinos pobres fue buena; sostuvieron sangrientos enfrentamientos contra la Guardia Nacional. Creían que estaban listas las fuerzas para derrocar a Somoza. Respaldaban la "guerra generalizada" y la necesidad de organizar a las masas a fin de prepararlas para participar en la guerra, pero ponían el énfasis en el desarrollo de la actividad militar con grupos guerrilleros en la montaña, considerado el sector estratégico de la lucha revolucionaria. El enemigo principal es el imperialismo materializado en el régimen somocista, poder que era preciso enfrentar creando, mediante el combate guerrillero en la montaña, un ejército con capacidad de sostener una guerra prolongada.

- "FSLN Proletario": Consideraban al trabajador como "La vanguardia revolucionaria de la lucha por el socialismo". Su acción es el foquismo, como un intento apresurado de semejanza con la Revolución Cubana. Surge en 1975 actuando en los centros urbanos, con atentados y sabotajes. Consideraban falto de madurez al movimiento revolucionario para poner fin a la dictadura somocista. Sostenían la necesidad de replantear la "estrategia de la guerra popular prolongada" vigente hasta entonces. Su propuesta era la "estructuración de un Partido Obrero" –que sería la vanguardia de la revolución– el cual contribuiría en dar un mayor impulso a la organización política del proletariado y las masas urbanas a fin de preparar la lucha insurreccional contra el régimen somocista, estimado como el enemigo principal a combatir.

- "FSLN Insurreccional" o "Tercerista": Fueron una mezcla heterogénea de demócratacristianos, marxistas amplios que aceptan el pluralismo, socialdemócratas, estudiantes idealistas, empresarios, profesores. Su cometido era poner fin a la dictadura somocista y establecer un gobierno demócrata entre las fuerzas opositoras. Se organizaban en comandos rápidos y móviles, pasaban del campo a la ciudad y fueron quienes asestando golpes graves a la dictadura. Surgida en 1976 con el propósito inicial de mediar entre las dos primeras tendencias, y su planteamiento central para combatir a la dictadura somocista -considerado como el enemigo principal- era preparar el camino para el desarrollo de una insurrección popular general. Planteaban, por una parte la necesidad de ejecutar golpes y acciones militares audaces que coloquen al movimiento revolucionario en una posición ofensiva en el terreno político y militar, y, por otro, desarrollar una política de amplias alianzas con el conjunto de las fuerzas anti-somocistas a fin de incorporarlas en la estrategia insurreccional y establecer relaciones con fuerzas y tendencias políticas en el ámbito internacional para ganar adeptos a la causa de la revolución en Nicaragua.

El 8 de noviembre de 1976 cae en combate en la región de Zinica Carlos Fonseca Amador. Ese mismo año también muere Eduardo Contreras que había destacado en la toma de la casa de Chema Castillo Quant en 1974.

### La ofensiva de octubre
A finales de 1977 el FSLN Insurreccional lanza una ofensiva urbana atacando cuarteles de Masaya, San Carlos en río San Juan y en el Frente Norte Carlos Fonseca que se salda con un éxito inicial aunque la superioridad armamentística de la Guardia Nacional hace que las instalaciones se recuperen rápidamente. Esta ofensiva es conocida como "Ofensiva de octubre".
En Managua y Tipitapa caen varios cuadros de la fracción FSLN Guerra Popular Prolongada entre los que está el miembro de la Dirección Nacional Pedro Aráuz Palacios.
Un grupo de personalidades nicaragüenses en el exilio hacen público el llamado "Manifiesto del Grupo de los doce" en el que llaman al país a apoyar la lucha contra Somoza.
La Ofensiva de octubre lleva por primera vez la lucha guerrillera a las ciudades demostrando la vulnerabilidad militar del somocismo y creando las condiciones subjetivas para posteriores acciones insurreccionales.

### La toma del Palacio Nacional, Operación Chanchera
El año 1978 comienza con el asesinato del director del periódico La Prensa, Pedro Joaquín Chamorro Cardenal. Este asesinato es atribuido al régimen al ser Chamorro un conocido opositor del somocismo. El malestar y las protestas se extendieron entre la clase media y empresarial del país.
En febrero de ese año se produce la insurrección del barrio Monimbó de Masaya y ya la situación nicaragüense es noticia internacional. En los Sabogales muere Camilo Ortega Saveedra, hermano de Daniel Ortega Saavedra quien a la postre sería presidente del país.
El 22 de agosto un comando de la fracción FSLN Insurreccional toma el Palacio Nacional del Congreso en medio de una sesión conjunta reteniendo a diputados y senadores, además del personal que se encontraba en ese momento en el edificio, no menos de 3000 personas. Al frente del operativo estaba Edén Pastora, conocido como el comandante "cero" y Dora María Téllez (Pastora después del triunfo de la revolución se alzaría en armas contra sus antiguos compañeros del FSLN). Somoza se ve obligado a aceptar los puntos del Frente y debe liberar prisioneros políticos (entre los que se encontraba Tomás Borge), publicar comunicados revolucionarios, dar dinero en efectivo (medio millón de dólares) y permitir la partida del comando al extranjero.
En septiembre se produce un levantamiento insurreccional en los departamentos de León, Matagalpa, Chinandega, Estelí, Masaya y Managua los cuales agrupan a más del 50% de la población del país.
La respuesta de la Guardia Nacional es la de atacar por todos los medios e indiscriminadamente a las ciudades produciendo muchas víctimas entre la población civil. La lucha dura más de un mes y acaba obligando al abandono de los guerrilleros de las plazas urbanas replegándose a las montañas y zonas rurales. En la retirada muchos civiles deciden sumarse a los grupos de la guerrilla.
Dicha acción fue el comienzo de una insurrección generalizada contra la dictadura a la vez que es el punto de inflexión en cuanto a la superación de la división del FSLN. Las diferentes tendencias comienzan a buscar acuerdos para lograr una nueva unificación. Por otro lado Costa Rica, Panamá, Venezuela y México se posicionan a favor de la lucha del FSLN promoviendo el aislamiento internacional del régimen somocista.

### La ofensiva final
Anexo:Comandantes guerrilleros sandinistas
La insurrección va ganando adeptos y las filas guerrilleras se van nutriendo de militantes que deciden sumarse a la lucha contra la dictadura. El FSLN constituye diversos frentes de combate, los que denomina con el nombre de compañeros caídos. Se forman los siguientes frentes:
- en el sur el Frente Sur "Benjamín Zeledón";
- en el norte, el Frente Norte "Carlos Fonseca Amador";
- la zona central, el Frente Central "Pablo Úbeda";
- en el área de Chontales, el Frente Oriental "Carlos Roberto Huembes";
- en la zona de León y Chindandega, el Frente Occidental "Rigoberto López Pérez"
- en las áreas de Masaya y Carazo, el Frente Sur-Oriental "Camilo Ortega"
- en el casco urbano de Managua, el Frente Interno "Ulises Tapia Roa".

En marzo de 1979 se firma el acuerdo de unidad por parte de los representantes de las tres fracciones sandinistas y se decide impulsar la lucha bajo el mando coordinado de una ""Dirección Nacional Conjunta'" conformada por nueve (9) miembros donde cada fracción designó a tres (3) representantes, siendo compuesta por los siguientes:
- FSLN GPP
  - Tomas Borge Martínez, Ministro del Interior (1979-1990)
  - Henry Ruiz Hernández, Ministro de Planificación
  - Bayardo Arce Castaño
- FSLN-Proletario
  - Jaime Wheelock Román, Ministro de Desarrollo Agropecuario y Reforma Agraria
  - Luis Carrión Cruz, Viceministro del Interior
  - Carlos Núñez Téllez, Consejo de Estado (1979-1985), presidente de la Asamblea Nacional de Nicaragua
- FSLN Insurreccional
  - Daniel Ortega Saavedra, Coordinador de la JGRN (1979-1985)
  - Humberto Ortega Saavedra, Ministro de Defensa y Comandante en Jefe del EPS (1979-1990)
  - Víctor Tirado López

En la ciudad norteña de Estelí se produce una nueva insurrección en abril.
En junio el Frente Sandinista de Liberación Nacional hace un llamamiento a participar en la Ofensiva Final. Todos los frentes son convocados intensificar la lucha contra la Guardia Nacional y converger en la capital, se convoca a toda la población a una huelga general.
Estelí, Matagalpa, Chinandega, León, Managua, Masaya, Carazo y Rivas se alzan de nuevo contra el gobierno el cual responde desesperadamente bombardeando las ciudades. Las columnas del FSLN avanzan liberando todas las ciudades a su paso. El gobierno de EE. UU. intenta, mediante la Organización de los Estados Americanos (OEA), parar el avance del Frente. El gobierno estadounidense intenta que la OEA destaque tropas de interposición en Nicaragua, pero no obtiene apoyo necesario de los países latinoamericanos presentes en la organización. Posteriormente, poniendo como pretexto motivos humanitarios, intenta afincar tropas en Costa Rica para intervenir en Nicaragua, pero esta operación también fracasa. Lo mismo que los intentos de negociación con el FSLN para la composición de una Junta de Gobierno de Reconstrucción nacional. Finalmente, los Estados Unidos de América del Norte se ven obligados a pedir a Anastasio Somoza su renuncia a la presidencia de Nicaragua en un intento de controlar la situación. Somoza es sustituido por el presidente del Congreso Nacional, Francisco Urcuyo, que en uno de sus primeros actos como presidente hace un llamamiento al FSLN a que deponga las armas. La respuesta sandinista fue la de incrementar el avance y Urcuyo abandona el país. La Guardia Nacional se derrumba el Frente Sandinista de Liberación Nacional entra en Managua el 19 de julio de 1979 poniendo fin a la etapa dictatorial somocista y comenzando lo que se conoce como "La Revolución Sandinista", asumiendo las responsabilidades de gobierno mediante la Junta de Gobierno de Reconstrucción Nacional.

## Período de gobierno

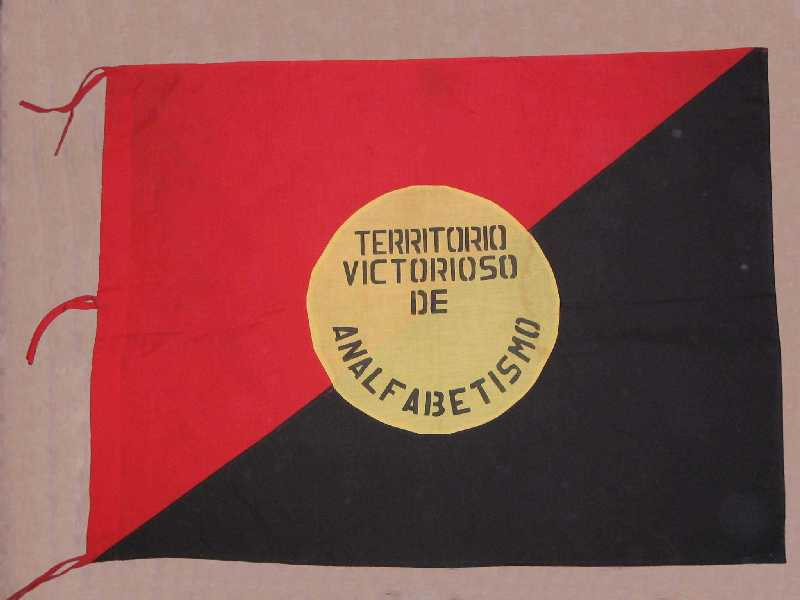
Bandera que ondeó en el barrio Laura Sofía Olivas Paz de Ocotal, Nueva Segovia cuando fue declarado territorio victorioso de analfabetismo.

El FSLN inició un gobierno de reconstrucción nacional, incorporando a personas de los diversos sectores de la sociedad nicaragüense, el cual se rompe por diferencias en como hacer valer la hegemonía popular. El FSLN asumió el gobierno nicaragüense y comenzó a realizar una política de economía mixta a la vez que se repartía las tierras de los latifundistas en la reforma agraria y se nacionalizaba la banca. Los bienes de la familia Somoza y de otros miembros relevantes de la sociedad que sostuvo a la derrotada dictadura fueron expropiados, equivaliendo al 40% de la economía nacional. Esta expropiación se realizó mediante el Decreto número 3 del 20 de julio de 1979 que dice: 

Faculta al Procurador General de Justicia para que de inmediato proceda a la intervención, requisa y confiscación de todos los bienes de la familia Somoza, militares y funcionarios que hubiesen abandonado el país a partir de diciembre de 1977.

En el año 1981, escasamente año y medio del triunfo revolucionario, los Estados Unidos de América, poniendo como disculpa el supuesto soporte y apoyo de los sandinistas al movimiento guerrillero de El Salvador, imponen un bloqueo económico a la vez que organiza y financia la denominada contra (de contrarrevolución), partiendo de las unidades del ejército de Somoza que huyeron al vecino país de Honduras y creando así una situación de guerra (en 1987 había más de 10 000 contras armados luchando contra el gobierno de Nicaragua). El apoyo de Estados Unidos a los contra les trajo diversos problemas tanto de índole internacional como interno, entre lo más relevante se encuentra la sentencia condenatoria firme del Tribunal Internacional de La Haya contra los EE. UU. (ver Nicaragua contra Estados Unidos) por el minado de puertos civiles como el de Corinto, que EE. UU. nunca acató, además del rechazo al apoyo del gobierno estadounidense a la contra en 1985 que promulgó el Congreso de los EE. UU. cuando salió a la luz pública el escándalo Irangate.
En respuesta a la contrarrevolución, se estableció una situación de guerra, trayendo como consecuencia muertes calculadas en más de 38.000 personas y pérdidas económicas de unos 17 mil millones de dólares, en concepto de destrucción de infraestructura, además de la aplicación del servicio militar obligatorio, la provisión de cuantiosos fondos para la defensa mediante un mayor control de los recursos del país. La solidaridad internacionalista se volcó con Nicaragua y organizaciones solidarias de todo el mundo así como los países que compartían un mismo sentido de gobierno con los sandinistas, con la Unión Soviética y Cuba a la cabeza, apoyaron a la Revolución Rojinegra mitigando los inmensos daños de la guerra civil.
En las elecciones del 4 de noviembre de 1984 el representante sandinista, Daniel Ortega Saavedra, vence por un amplio margen de votos (el 67%). Al año siguiente, ante el incremento de las hostilidades, se decreta el estado de emergencia durante un año. En 1987 el FSLN volvió a resultar ganador de las elecciones convocadas. En marzo de 1988 se inician conversaciones, arropadas por los presidentes de los otros países centroamericanos, en lo que se conoció como "Acuerdo de Esquipulas II", entre el gobierno sandinista y la Contra en el que se acuerda una tregua. En febrero del año siguiente se llega al acuerdo de disolución de la Contra y de la realización de las reformas constitucionales que permitirían su participación en la vida política del país, este acuerdo se firmó en la localidad salvadoreña de Costa del Sol.
El coste atroz de la guerra demandaba, desde el interior del país, la paz, a la vez que el panorama internacional cambió: cambios en la presidencia de EE. UU. (Reagan ya no era presidente), comienza la perestroika en la Unión Soviética y había una presión cada vez mayor de los países vecinos. Entre los logros del periodo de gobierno revolucionario destaca la Cruzada Nacional de Alfabetización que logró reducir el índice de analfabetismo de más del 50% a menos del 13% y el acceso a la enseñanza superior a individuos de escasos recursos, así como la reforma agraria, una firme voluntad de desarrollar la política cultural y el intento de universalización de la sanidad haciendo que la tasas de enfermedades y mortalidad infantil disminuyeran significativamente.

### Críticas y condenas

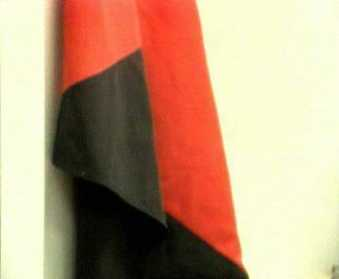
Bandera del FSLN.

Desde el triunfo mismo de la revolución, el nuevo gobierno tuvo que hacer frente a una serie de episodios que intentaban frenar las acciones de cambio revolucionario. En el contexto del desorden que acaeció en los primeros días después del triunfo, los errores y abusos que se pudieron cometer fueron aprovechados por los derrotados seguidores del régimen somocista, opositores al sandinismo y quienes los apoyaban para intentar frenar las incipientes reformas revolucionarias y avances sociales.
Entre las principales críticas se encuentran la censura a los medios de comunicación por decreto de ley (a pesar de ello el principal periódico de oposición, La Prensa, mantenía su línea editorial íntegra originando su cierre en varias ocasiones). La Iglesia Católica fue acusada de desestabilizar la Revolución y mantuvo unas tirantes relaciones con el gobierno.

"Artículo 13.-Todo el que tuviere establecido o estableciere en lo sucesivo una imprenta, litografía, empresa editora, o cualquier otro medio de publicidad u otra forme electrónica que sirve para difundir en forma masiva una idea, una opinión o noticia, tendrá obligación de solicitar autorización a la Dirección de Medios de Comunicación, manifestando por escrito donde consta el lugar o lugares que ocupe el negocio, el nombre y apellido del empresario o sociedad a que pertenece, el domicilio de aquel o de ésta, y el nombre, apellidos y domicilio del Gerente si los hubiere; igual obligación tendrá cuando el propietario o gerente cambie de domicilio o de lugar el establecimiento del negocio."

En 1982 la Comisión Interamericana de Derechos Humanos, órgano de la OEA con sede en Washington D. C. (Estados Unidos), en referencia a unas muertes en extrañas circunstancias ocurridas en la Cárcel Modelo de Managua en diciembre de 1979.

que Por aplicación del Artículo 39 del Reglamento, presumir verdaderos los hechos denunciados en la comunicación de 3 de diciembre de 1979, relativa a la muerte en prisión de Pedro Pablo Calderón Urbina, Marcos Dávila Andrade, Guillermo Sánchez Pinell, Perfecto Pérez y Humberto Villavicencio Montoya.
-
-   :2. Observar al Gobierno de Nicaragua que tales muertes, considerando la juventud de cuatro de los reos, configuran graves violaciones al derecho a la vida (Artículo IV de la Convención Americana sobre Derechos Humanos) y al derecho a la integridad personal (Artículo V).
-
-   :3.Recomendar al Gobierno de Nicaragua que investigue los hechos denunciados y, en su caso, sancione a los responsables; y que se sirva comunicar a la Comisión la decisión que adopte, dentro de un plazo máximo de 60 días...

De la misma forma, una vez abandonado el poder, el FSLN y algunos de sus dirigentes fueron acusados por los medios de comunicación afines a la contrarrevolución y al gobierno de los Estados Unidos de quedarse con propiedades estatales. Este hecho fue conocido como la piñata, pero no dio lugar a ninguna acusación ante la justicia, nacional o internacional, y ningún dirigente sandinista fue acusado, enjuiciado o encarcelado por ello. Algunas de estas propiedades habían sido expropiados en el periodo revolucionario y posteriormente, sus antiguos propietarios fueron indemnizados mediante bonos denominados BPI (Bonos de Pagos de Indemnización).
Los sandinistas fueron acusados de graves abusos contra los derechos humanos durante el conflicto, incluidas torturas, desapariciones y ejecuciones masivas. La Comisión Interamericana de Derechos Humanos investigó y confirmó los abusos cometidos por las fuerzas sandinistas, incluida una ejecución de 35 a 40 Miskitos en diciembre de 1981, y una ejecución de 75 personas en noviembre de 1984.  El 8 de junio de 2006, en vísperas del período electoral para las elecciones a la presidencia del gobierno nicaragüense (el 5 de noviembre de 2006), el presidente de la Comisión Permanente de Derechos Humanos (CPDH), Marcos Carmona, presentó una denuncia contra ex-dirigentes sandinistas que tuvieron responsabilidades en el periodo de gobierno revolucionario, entre ellos Daniel Ortega (reelecto en el 2006 como presidente), ante la Fiscalía General de la República de Nicaragua. Las acusaciones son por delitos de genocidio y crímenes de lesa humanidad" contra indígenas misquitos. Los hechos presuntamente ocurrieron entre 1981 y 1982 y fueron denunciados a la CPDH en el 2005, según el periódico El Nuevo Diario de Nicaragua. 

Un total de 64 personas fueron asesinadas, 13 torturadas y 15 desaparecidas en 17 comunidades miskitas de la Región Autónoma del Atlántico Norte (RAAN), según la denuncia de la CPDH, una férrea opositora al régimen sandinista.

El sandinista Enrique Figueroa ha manifestado que es 

"lamentable" que un organismo de derechos humanos "cada vez que se presenta una campaña electoral es instrumentalizado por los adversarios del FSLN para organizar campañas de desprestigio para afectar la imagen de sus candidatos y del partido".

## Pérdida del Poder Ejecutivo

Reagan reunido con (de izquierda a derecha) el secretario de Defensa, Caspar Weinberger; el secretario de Estado, George Shultz; el procurador general, Ed Meese y el jefe del Staft Don Regan en el despacho Oval de la Casa Blanca.

En 1986 tras el destape del escándalo Irangate, el congreso estadounidense detiene todo presupuesto para la Contra, y esta se ve imposibilitada de mantener su lucha. Mientras, el gobierno Sandinista no podía seguir manteniendo una guerra impopular que había socavado la economía a finales de los años 80, Nicaragua se quedó sin el apoyo de la Unión Soviética. Bajo los acuerdos de Esquipulas II se buscó una salida política al conflicto que contemplaba la convocatoria de elecciones generales.
En las elecciones presidenciales del 25 de febrero de 1990, el FSLN entregó el poder a Violeta Barrios de Chamorro, líder de la Unión Nacional Opositora (UNO), coalición antisandinista apoyada por los Estados Unidos y con el mismo nombre que la se había creado en 1966 para derrotar al dictador General Anastasio Somoza, el 25 de abril del mismo año, tras perder las elecciones. Desde entonces, aunque la UNO se disolvió, los diferentes partidos de corte derechista han mantenido la presidencia, en las elecciones siguientes (1996 y 2001).
En el tiempo que el partido estuvo fuera del gobierno, sufrió varias escisiones y enfrentamientos internos que no ayudaron a conseguir mejores resultados electorales en las elecciones nacionales, además de las críticas de los sectores liberales del supuesto populismo y proselitismo político al que recurre el FSLN.
Sin embargo, el FSLN obtuvo cierto repunte en las elecciones municipales en dónde logró obtener resultados significativos, incluyendo la obtención de la alcaldía de Managua en dos elecciones consecutivas (2000 y 2004).
Bajo el liderazgo de Daniel Ortega Saavedra el Frente Sandinista ha sufrido una profunda reconversión que le ha llevado a realizar una política más centrista y parlamentaria con alianzas con antiguos enemigos y pactos con sus rivales políticos. El acercamiento a la Iglesia católica, que incluye incluso la "formalización" de las relaciones de pareja de Daniel Ortega y el cambio de discurso, de aquel "Ganamos y adelante Daniel Presidente todo será mejor!!!" de la campaña electoral de febrero de 1990 al "RECONCILIACIÓN Y UNIDAD NACIONAL ¡Una opción preferencial por los pobres!" de la campaña de las elecciones del año 2006. Hay toda una transición que algunos consideran, como lo hacía el periódico El Nuevo Diario en su edición del día después de la victoria de Daniel Ortega en las elecciones presidenciales; 

Y es que el sandinismo revolucionario que llegó al poder en 1979 ha ido desvirtuándose bajo la férula de Ortega para convertirse en el “danielismo” actual, más cercano a la izquierda populista.

La escisión más fuerte se produjo con la salida del exalcalde de Managua, el popular Herty Lewites que denunció el liderazgo impositivo de Daniel Ortega. Junto a Herty, abandonaron el partido relevantes figuras como Carlos Mejía Godoy. De hecho al triunfo electoral del 4 de noviembre de 2006 solo quedaban en el seno del FSLN tres de los nueve comandantes que constituyeron la Dirección Nacional en tiempos de la revolución.
Algunos hechos y pactos con la derecha en el Gobierno, como el realizado para la mitigación de las penas impuestas por la justicia al expresidente Arnoldo Alemán (antiguo dirigente contra) que permitió la posibilidad de reducir el porcentaje requerido para ganar las elecciones en primera ronda electoral con apenas un 35%, o el pacto a favor de la derogación de la ley del aborto (ley que fue apoyada e impulsada por el Frente en tiempos de la revolución) y que existía desde tiempos de la Revolución Liberal de José Santos Zelaya, al poder ganar con un 38,7% de los votos las elecciones presidenciales de noviembre de 2006 contra el 62% de los votos de los partidos de derecha divididos en Partido Liberal Constitucionalista (PLC), Alianza Liberal Nicaragüense (ALN) y Alternativa Cristiana (AC) más el partido izquierdista disidente del FSLN, Movimiento Renovador Sandinista (MRS).

## La transformación del FSLN
El FSLN se conformó como un partido de vanguardia que se basaba en unos buenos cuadros de militantes en vez de desarrollar una política de militancia de la población. El proceso revolucionario y la guerra impulsada por EE. UU profundizaron más esta forma de organización que tendió a ser confundida con la organización de estado. Tras las elecciones de 1990 se abrió un nuevo marco político que obligó al FSLN a convertirse en un tipo de organización partidaria.
La transformación de un partido de vanguardia en un partido de organización partidaria requirió de muchos cambios internos y externos. Hubo escisiones, cambios de discurso, nuevas estrategias que llevaron al FSLN a un nuevo estatus, la cual es considerada la fuerza política más fuertemente establecida en el país centroamericano.

## Vuelta al poder
En las elecciones presidenciales llevadas a cabo el 5 de noviembre de 2006 el candidato sandinista, Daniel Ortega, vence con un 38% de los votos. El periódico El Nuevo Diario expresa de esta manera los resultados 

El Consejo Supremo Electoral (CSE) informó que de las más de 11 mil Juntas Receptoras de Votos (JRV) escrutadas, el FSLN en elección presidencial alcanzaba el 40,04%, Alianza Liberal Nicaragüense (ALN) 33,29%; el Partido Liberal Constitucionalista (PLC) 19,51%; el Movimiento Renovador Sandinista (MRS) 6,89%, y Alternativa por el Cambio (AC) 0.27%.

Con esta victoria se pone fin a 16 años de gobiernos neoliberales y conservadores. El diario español El Mundo describía la situación de la siguiente forma, en los días previos a la campaña: 

Un país azotado por la pobreza
Se da por hecho que cuanto más alta sea la participación de los casi 3,4 millones de nicaragüenses con derecho a voto (el doble que en 1990), mejor será el resultado para Ortega. Con el 80% de sus casi seis millones de habitantes en el umbral de la pobreza (ingresos de menos de dos dólares diarios), la mitad en paro o en subempleo, salarios de 100 dólares al mes y una deuda externa de 6.500 millones de dólares tras la condonación de cuatro de cada cinco dólares que debía, el balance de los tres presidentes (Chamorro, Alemán y Bolaños) que han sucedido a Ortega es claramente negativo.

 Aunque la economía nicaragüense fuera una de las de mayor crecimiento en América Central y el FSLN mantuviera una amplia presencia en los diferentes ámbitos de poder.
La campaña electoral llevada a cabo por el FSLN llamaba a una política de reconciliación. El segundo de Ortega, Jaime Morales Carazo, era un antiguo contra supuesto agente de la CIA, y bajo el lema Unida, Nicaragua Triunfa se daba, dicha campaña, en un ambiente caracterizado por el triunfo de tendencias izquierdistas en América Latina. Con el apoyo del presidente de la Venezuela Bolivariana, Hugo Chávez, la Bolivía de Evo Morales y el baluarte revolucionario cubano hacían prever, junto con los resultados de las encuestas, el triunfo rojinegro.
La escisión sandinista Movimiento Renovador Sandinista (MRS) obtenía un 6,89% después de tener que sustituir a su primero de lista, el carismático exalcalde de Managua, Herty Lewites, por Edmundo Jarquín y con la participación destacada, como candidato a la vicepresidencia, de Carlos Mejía Godoy. En estas elecciones quedó pendiente de emitirse el resultado de cerca del 8% del total de Juntas Receptoras de Votos, en lo que constituye una anomalía constantemente destacada por los Partidos de Oposición.
Las primeras acciones de gobierno del FSLN fueron el restablecer la gratuidad de los servicios de Educación y Salud. En educación, se prohibió el cobro en las escuelas públicas, de matrículas, mensualidades, material escolar y otros insumos. En Salud, se eliminaron las consultas privadas en los centros públicos y se restableció la gratuidad de los medicamentos, las operaciones quirúrgicas y las pruebas clínicas que se realizaban en los centros sanitarios dependientes del Estado.
En el contexto de las Protestas en Nicaragua de 2018-2019, el 29 de enero del 2019 el FSLN fue expulsado de la Internacional Socialista (mayor organización de partidos de izquierda del mundo) acusada de crímenes de lesa humanidad cometidos por simpatizantes del partido y la policía nacional en contra de manifestantes opositores durante las Protestas en Nicaragua de 2018-2019, crímenes que supuestamente fueron ordenados  por el presidente Daniel Ortega, su esposa y vicepresidenta Rosario Murillo y el liderazgo sandinista. En el documento de cuatro páginas enviado a George Andrés Papandreou (presidente) y a Luis Ayala (secretario general) de la Internacional Socialista, los firmantes que votaron a favor de la expulsión detallaron que las múltiples violaciones de derechos son “la culminación de un proceso hacia la dictadura de Gobierno que desde hace varios años ha eliminado arbitrariamente las credenciales de más de 20 diputados de oposición”. También lamentaron que el FSLN haya “cercenado las atribuciones de otros poderes del Estado, poniéndoles bajo su órbita de acción, conformado así una verdadera dictadura”.
Después de los sucesos ocurridos en 2018, el país entró en una crisis política, lo que el gobierno llevó a prohibir las protestas de ciudadanos y opositores políticos. Estas medidas aumentaron y se realizaron persecuciones a personas y figuras políticas que participaron en las manifestaciones, en la que se hicieron detenciones, se cancelaron diversas ONGs y se detuvieron a varios políticos que aspiraban a competir por la presidencia de Nicaragua en las elecciones generales de 2021. Desde el ascenso de Ortega en 2007, ha sido acusado de caudillismo, oportunismo ideológico, enriquecimiento personal y ejercer un control familiar sobre las instituciones del Estado —asignando, incluso, a su esposa como vicepresidenta—, algunas de estas críticas provienen de antiguas figuras destacadas de la Revolución Sandinista.

## Resultados electorales de 2008, 2009, 2011, 2016 y 2017
En las elecciones municipales nicaragüenses del 9 de noviembre de 2008 y el 18 de enero de 2009, el FSLN obtuvo el 48,42%, el Partido Liberal Constitucionalista obtenía el 45,65%, Alianza Liberal Nicaragüense el 3,76%, el Partido Resistencia Nicaragüense obtenía el 0,85%, el Alternativa por el Cambio el 0,65%, YATAMA el 0,64% y el Partido Movimiento de Unidad Costeña el 0,02%.
El FSLN ganó un total de 109 alcaldías (14 cabeceras departamentales) incluyendo la capital Managua, en contraposición a 39 del PLC (3 cabeceras departamentales) y el ALN ganó 4 Alcaldías (ninguna cabecera departamental). Sin embargo, ciertas anomalías y la falta de observadores internacionales en las elecciones, originó un descontento social y el rechazo de los resultados por parte de la oposición.
En las elecciones generales realizadas el 5 de noviembre de 2011 el FSLN obtuvo el 63% de los votos seguido por el PLI (Partido Liberal Independiente) con un 30%.
En las elecciones municipales de 2017, con un índice de participación del 53% de la población apta para votar, realizadas el 6 de noviembre del 2017, el FSLN ganó en 135 municipios de los 153 que existen en el país (88%), el PLC quedó en segunda posición con 11 alcaldías, CxL con 6 y ALN 1.

## Elecciones generales de 2016
Las elecciones presidenciales y al Parlamento Nacional que se celebraron el 6 de noviembre de 2016 dieron un excelente resultado al FSLN y a su propuesta presidencial conformada por Daniel Ortega y Rosario Murillo la cual obtuvo el 72,5% de los votos emitidos. En el Parlamento Nacional el Frente Sandinista de Liberación Nacional obtuvo más de 65% de los votos para diputados nacionales y departamentales. El periodo de gobierno emanado de estas elecciones es desde el año 2017 hasta el 2021.
El porcentaje de votos obtenidos por cada partido para la elección de los 20 diputados nacionales fue de:
- PLC: 14,7% lo que le dan 3 diputados.
- FSLN: 66,8% lo que le dan 15 diputados.
- PC: 4,3% lo que le dan 0 diputados.
- ALN: 5,6% lo que le dan 1 diputados.
- APRE: 2,2% lo que le dan 0 diputados.
- PLI: 6,6% lo que le dan 1 diputados.

En la elección por las diputaciones departamentales el resultado fue el siguiente: el PLC consiguió 15.3% de votos, el FSLN 65.75%, el PC 4.5%, ALN 5.6%, APRE 2.9%, el PLI 4.8%.
En el caso de la votación, el CSE solo brindó el resultado global y no localizó los datos que asignarían 70 diputaciones en 17 provincias y regiones autónomas, con el 99.8% de JRV contadas, el partido de la Costa Caribe, Yatama, obtuvo 29.303 votos, es decir el 1,2%, pero solo participa en las regiones autónomas del Caribe.
En cuanto a las propuestas presidenciales el FSLN obtuvo una ventaja de un 57,5% frente la segunda propuesta más votada, la del Partido Liberal Constitucionalista (PLC) integrada por Maximino Rodríguez y Martha McCoy que obtuvo un 15% de los votos seguido por la propuesta del Partido Liberal Independiente (PLI), integrada por Partido Liberal Independiente (PLI) José del Carmen Alvarado y Yadira Ríos con un 4.5 %. La Alianza Liberal Nicaragüense (ALN) obtuvo el 4,3% de los votos a su propuesta formada por Saturnino Cerrato y Francisca Chow Taylor. El Partido Conservador (PC) con Erick Antonio Cabezas Granados y Virginia Montoya un 2,3% quedando última la Alianza por la República (APRE), con un 1,4 % para su propuesta formada por Carlos Canales y Nilo Salazar.

## Elecciones generales de 2021
El domingo 7 de noviembre de 2021 se llevaron a cabo, según el calendario electoral y la ley electoral vigente, las elecciones generales en las que se elegían al presidente y vicepresidente del gobierno, 92 diputados distribuidos en 70 diputados departamentales a la Asamblea Nacional de Nicaragua, 20 diputados nacionales a la Asamblea Nacional de Nicaragua y 20 diputados nacionales al Parlamento Centroamericano (además de estos hay reservado 1 puesto de diputado para el presidente saliente y otro para el candidato a la presidencia que haya quedado en segundo.
La convocatoria electoral estuvo marcada por la campaña de oposición surgida de las protestas realizadas en 2018 y la decisión de algunos partidos y organizaciones de no reconocer las elecciones denúnciandolas, antes de su realización, como fraudulentas. La campaña de desprestigio del acto electoral fue apoyado por muchos países occidentales aliados de Estados Unidos y por los medios de comunicación de los mismos. El gobierno del FSLN liderado por Ortega, en reacción a la campaña realizada por la oposición, realizó una serie de detenciones por diferentes motivos que apartaron a varios precandidatos (10 precandidatos fueron arrestados o inhabilitados, siete aspirantes a candidatos presidenciales de la oposición fueron detenidos y acusados de "traición a la patria" y otros dos aspirantes disidentes se marcharon al exilio alegando razones de seguridad) de la confrontación electoral, hecho que fue utilizado como muestra de la represión y falta de libertad en las que se iban a celebrar los comicios por los opositores a Daniel Ortega. La oposición impulsora de las protestas tomó la decisión de no participar en los comicios, mientras que los otros partidos del país mantuvieron sus candidaturas (los líderes de las protesta calificaron a los demás partidos de la oposición como "partidos zancudos" y acusando a todos los demás candidatos presidenciales que aún siguen en carrera electoral de ser solamente colaboracionistas y afines a Ortega). La no participación en las elecciones fue acompañado por un llamamiento a la abstención y un no reconocimiento a priori de los resultados. 
La jornada electoral se realizó en calma y sin incidentes. En algunos países, como en Costa Rica, Estados Unidos o España hubo manifestaciones de protesta ante las embajadas de Nicaragua realizadas por nicaragüenses contrarios al FSLN y algunos simpatizantes. Sondeos previos a las votaciones, como el realizado por la firma encuestadora de M&R Consultores, manifestaron que 

Todo parece indicar que el mercado electoral nicaragüense tiene una distribución de siete a tres: siete a favor del FSLN y su liderazgo y tres en contra de ellos y a favor de la oposición", señaló el experto. En cuanto a la tasa de participación, indicó que, según previsiones, será de "entre un 68% y un 72%.

Se presentaron a la convocatoria los partidos, Frente Sandinista de Liberación Nacional liderado por Ortega, el Partido Liberal Constitucionalista liderado por Walter Espinoza, Camino Cristiano Nicaragüense liderado por Guillermo Osorno, Alianza por la República liderado por Gerson Gutiérrez, Partido Liberal Independiente liderado por Mauricio Orué, Alianza Liberal Nicaragüense liderado por Marcelo Montiel.
El censo electoral estaba fijado en 4,5 millones de ciudadanos y de ellos, según el Consejo Supremo Electoral del país más de tres millones ejercieron su derecho a voto. lo que fija el índice de participación  en las elecciones fue del 65,34%. Por parte de los líderes de las protestas y la organización Urnas Abiertas manifestaron que la abstención había sido de un 81,5% que calculaban mediante un muestreo en 563 centros de votación (el 18% de los 3.106 existentes) en los que tomabaron tres muestras separadas dentro del horario de apertura de los centros concluyendo en una franja de abstención y haciendo la media entr sus límites.
Con el 93,6 % del escrutinio realizado el Consejo Supremo Electoral (CSE) dio los siguientes resultados para las presidenciales:
- Frente Sandinista de Liberación Nacional (FSLN), candidato Daniel Ortega: 75,92 % de los votos.
- Partido Liberal Constitucionalista (PLC), candidato Walter Espinoza: 14,4 % de los votos.
- Camino Cristiano Nicaragüense (CCN), candidato Guillermo Osorno: 3,44 % de los votos.
- Alianza Liberal Nicaragüense (ALN), candidato Marcelo Montiel: 3,27 % de los votos.
- Alianza por la República (APRE), candidato Gerson Gutiérrez Gasparín: 2,20 % de los votos.
- Partido Liberal Independiente (PLI), candidato Mauricio Orué: 1,70 % de los votos.[54]

El resultado para las elecciones  parlamentarias a la Asamblea Nacional fue de 75 escaños de 90 para el Frente Sandinista de Liberación Nacional (FSLN) ya al  Parlamento Centroamericano (Parlacen) de 15 escaños de 20 en disputa.

## Presidentes del poder Ejecutivo
El partido ha dado los siguientes Presidentes de la República, a saber:
- Daniel Ortega Saavedra 1985-1990.
- Daniel Ortega Saavedra 2007-2011.
- Daniel Ortega Saavedra 2012-2016.
- Daniel Ortega Saavedra 2017-2021.
- Daniel Ortega Saavedra 2022-2027.

## Candidatos presidenciales
- Daniel Ortega Saavedra 1984 Ganó obteniendo el 67.20% de los votos válidos depositados equivalente a 735,067 votos muy por encima del partido del segundo lugar Partido Conservador Demócrata (PCD) quien apenas obtuvo 154,127 correspondiendo a un 14.00% de los votos válidos.

- Daniel Ortega Saavedra 1990 Perdió ya que obtuvo un total 579,886 votos válidos equivalente al 40.82% muy por debajo de lo obtenido por su principal opositora doña Violeta Barrios de Chamorro candidata de la Unión Nacional Opositora (UNO) quien ganó al obtener 777,552 votos válidos equivalente a un 54.74%.

- Daniel Ortega Saavedra 1996 Perdió ya que obtuvo un total 669,443 votos válidos equivalente al 37.75% muy por debajo de lo obtenido por su principal opositor el doctor Arnoldo Alemán Lacayo candidato de la Alianza Liberal (AL) quien ganó al obtener 904,908 votos válidos equivalente a un 51.03%.

- Daniel Ortega Saavedra 2001 Perdió ya que obtuvo un total 915,417 votos válidos equivalente al 42.30% muy por debajo de lo obtenido por su principal opositor el Ingeniero Enrique Bolaños Geyer candidato del Partido Liberal Constitucionalista (PLC) quien ganó al obtener 1,216,863 votos válidos equivalente a un 56.30%.

- Daniel Ortega Saavedra 2006 Ganó obteniendo el 37.99% de los votos válidos depositados equivalente a 930,802 votos relativamente superior a las dos fuerzas opositoras principales que se presentaron en elección que fueron el partido del segundo lugar Alianza Liberal Nicaragüense (ALN) con el candidato Licenciado Eduardo Montealegre Rivas quien obtuvo 693,391 votos válidos correspondiendo a un 28.30% y el tercer lugar fue para el Partido Liberal Constitucionalista con el Doctor José Rizo Castellón quien obtuvo un total de 664,225 votos válidos correspondiendo al 27.11%.

- Daniel Ortega Saavedra 2011 Ganó al obtener 62.46% de los votos válidos, equivalentes a 1569287 votos.[56] Este representa el segundo porcentaje más alto con que ha sido ganador un candidato a Presidente de Nicaragua desde las primeras elecciones democráticas en 1984 (año en que se dio el porcentaje más alto).

- Daniel Ortega Saavedra 2016 Ganó al obtener 72,5% de los votos válidos, equivalentes a 1.803.944 votos.[45] Este representa el porcentaje más alto con que ha sido ganador un candidato a Presidente de Nicaragua desde las primeras elecciones democráticas en 1984.

- Daniel Ortega Saavedra 2021 Ganó al obtener  71,92% de los votos válidos, equivalentes a 2.053.342 votos.

## Resumen electoral

### Elecciones presidenciales
|  | 67.20 % |

|  | 40.28 % |

|  | 37.75 % |

|  | 42.30 % |

|  | 38.07 % |

|  | 62.46 % |

|  | 72.44 % |

|  | 75.92 % |

### Elecciones legislativas
|  | 66.78 % |

|  | 40.84 % |

|  | 36.46 % |

|  | 42.6 % |

|  | 37.59 % |

|  | 60.85 % |

|  | 65.86 % |

|  | 74.17 % |

## Sandinistas prominentes

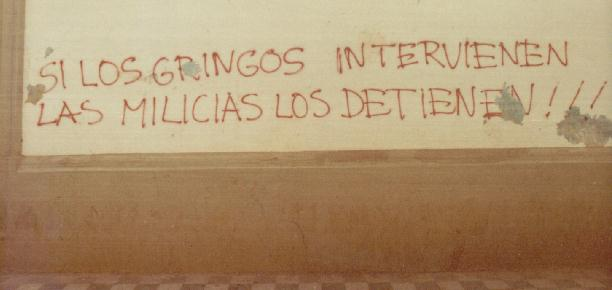
Grafiti político. León, Nicaragua, 1980.

- Carlos Fonseca Amador, Fundador, principal ideólogo y figura ejemplar del FSLN Comandante en Jefe de la Revolución Popular Sandinista. Héroe Nacional de Nicaragua.
- Germán Pomares. Fundador del FSLN Comandante Guerrillero conocido como "El Danto". Héroe Nacional de Nicaragua.
- Jorge Navarro. Caído en Bocay.
- Julio Buitrago Urroz. Padre de la Resistencia Urbana, muerto en 1969 enfrentando a decenas de guardias nacionales.
- Leonel Rugama. poeta, famoso por su grito de ¡Que se rinda tu madre! a Samuel Genie Lacayo cuando este lo conminó a rendirse.
- Francisco Rivera Quintero. Mítico Comandante Guerrillero, conocido como "Rubén" o "El Zorro".
- Gaspar García Laviana, sacerdote asturiano, "Comandante Martín" que luchó en el Frente Sur, en el departamento de Rivas en los años 1970, dando su vida por la causa en noviembre de 1978.
- Patricio Argüello Ryan, cuyo recuerdo es imperecedero en la memoria de los hermanos palestinos.
- Daniel Ortega Saavedra, comandante de la Revolución, miembro de la Dirección Nacional en los años 1980, coordinador de la JGRN (1979-1985), presidente de la República de Nicaragua (1985-1990), desde 1990 es secretario general y máximo dirigente del FSLN. Presidente de la República de Nicaragua desde 2007.
- Rosario Murillo, poetisa, esposa de Daniel Ortega. Coordinadora del Consejo de Comunicación y Ciudadanía en el periodo de gobierno 2007-2012.
- Tomás Borge Martínez, Comandante de la Revolución y uno de los fundadores del Frente, dirigente de la guerra popular prolongada de los setenta, miembro de la Dirección Nacional en los años 1980, Ministro del Interior en los ochenta. Se desempeñó como embajador de Nicaragua en el Perú. Falleció el 30 de abril de 2012.
- Henry Ruiz Hernández, Comandante de la Revolución, miembro de la Dirección Nacional en los años 1980, histórico "Comandante Modesto" de la guerrilla rural en los años 1970. Renunció al FSLN el año 2000, disidente del mismo. Es visto como La Reserva Moral de la Revolución.
- Víctor Tirado López, Comandante de la Revolución, miembro de la Dirección Nacional en los años 1980. Renunció al FSLN el año 2000 y apoya organizaciones sandinistas no oficialistas.
- Luis Carrión Cruz, Comandante de la Revolución, miembro de la Dirección Nacional en los años 1980. Disidente del FSLN. Se dedica a sus negocios privados. Vive exiliado.
- Humberto Ortega Saavedra, Comandante de la Revolución, líder de la tendencia Insurreccional (Tercerista) en los años 1970, principal estratega de la insurrección urbana, miembro de la Dirección Nacional en los años 1980, Ministro de la Defensa en los años 1980 durante la guerra de agresión de Estados Unidos. Actualmente próspero empresario residiendo en Costa Rica.
- Jaime Wheelock Román, Comandante de la Revolución, líder de la tendencia Proletaria. miembro de la Dirección Nacional en los años 1980, Ministro de Agricultura y Desarrollo Rural. Retirado de la política.
- Bayardo Arce Castaño, Comandante de la Revolución, miembro de la Dirección Nacional en los años 1980. Se desempeña actualmente como asesor en temas económicos del gobierno de Daniel Ortega y próspero empresario.
- Edén Pastora Gómez, Comandante Guerrillero, el famoso "Comandante Cero" en el asalto al Congreso Nacional que constituyó un importante hito en la lucha contra la dictadura. De ideología socialdemócrata, rompió con el Frente y constituyó la ARDE, la cual se integró con la contra luchando desde Costa Rica.
- Omar Cabezas. Comandante guerrillero, fundador de la Seguridad del Estado. Se desempeña actualmente como procurador de Derechos Humanos.
- Gladys Baéz, comandante guerrillera. Se desempeña actualmente como diputada en la Asamblea Nacional.
- Dora María Téllez, comandante guerrillera, la "Comandante Dos" en el asalto al Congreso Nacional que constituyó un importante hito en la lucha contra la dictadura. Disidente del FSLN. Fue presa política y vive exiliada.
- Mónica Baltodano, Comandante Guerrillera. Disidente del FSLN. Se desempeña actualmente como diputada en la Asamblea Nacional. Vive exiliada.
- Ernesto Cardenal, poeta y sacerdote católico. Ministro del Cultura en los años 1980. Uno de los máximos exponentes de la teología de la liberación. Se alejó del FSLN en la década de los noventa y  apoyó el Movimiento Renovador Sandinista. Fue feroz crítico de la línea oficial de Daniel Ortega.
- Sergio Ramírez Mercado, novelista. Fue uno de los principales artífices de la alianza de los años 1970. Durante el período de gobierno revolucionario fue Vicepresidente. En la oposición, ha estado enfrentado a Daniel Ortega. Vive exiliado.
- Miguel d'Escoto, Sacerdote católico, fue Ministro de Asuntos Exteriores del gobierno sandinista. Presidente de la Asamblea General de la ONU.
- Vilma Núñez, otrora magistrada sandinista, defensora de los derechos humanos.
- Gioconda Belli, escritora ganadora del premio Casa de las Américas y miembro del FSLN desde los años 1970 trabajó por años en el exilio en México y Costa Rica. Tras el triunfo revolucionario se encargó de la renovación del sistema de televisión nicaragüense. En 1984 fue representante sandinista ante el Consejo Nacional de Partidos Políticos y vocero del FSLN en la campaña electoral de ese año. Belli dejó todo cargo oficial en 1986 y renunció al Frente en los siguientes años. Disidente del FSLN. Apoya al MRS. Vive exiliada.